# سباستین آبرئو
واشینگتن سباستین آبرئو گالو (اسپانیایی: Washington Sebastián Abreu Gallo‎؛ زادهٔ ۱۷ اکتبر ۱۹۷۶) بازیکن فوتبال اهل اروگوئه است.
او پس از پیوستن به آئوداکس ایتالیانو در دسامبر ۲۰۱۷، به نخستین بازیکنی تبدیل شد که برای ۲۶ باشگاه فوتبال حرفه‌ای بازی کرده‌است که در این زمینه رکورددار بوده و در گینس نیز ثبت شده‌است.
وی همچنین در تیم ملی فوتبال اروگوئه بازی کرده‌است.